# Дэвис, Джордж (бейсболист)
Джордж Стейси Дэвис (англ. George Stacey Davis, 23 августа 1870, Кохос, Нью-Йорк — 17 октября 1940, Филадельфия, Пенсильвания) — американский бейсболист, шортстоп. Выступал в Главной лиге бейсбола с 1890 по 1909 год. Несколько лет он выполнял обязанности играющего тренера команды «Нью-Йорк Джайентс». Победитель Мировой серии 1906 года в составе «Чикаго Уайт Сокс». Член Национального зала славы бейсбола.

## Биография
Джордж Дэвис родился 23 августа 1870 года в городе Кохос в штате Нью-Йорк. Он был пятым из семи детей в семье эмигранта из Ирландии Абрахама Дэвиса и его супруги Сары, имевшей валлийское происхождение. По данным переписи населения 1880 года глава семьи работал машинистом. Известно, что Джордж в середине 1880-х годов играла за различные любительские команды в Олбани и его окрестностях.
В 1890 году по рекомендации тренера Тома Йорка Дэвису предложили контракт в клубе «Кливленд Спайдерс». В возрасте девятнадцати лет он дебютировал в профессиональном бейсболе. Играя на месте аутфилдера, Джордж отбивал с показателем 26,4 %, набрал 73 RBI и украл 22 базы. В следующем сезоне его статистика была ещё лучше, но главными достоинствами Дэвиса были его отличная игра в защите и универсальность. Главный тренер «Спайдерс» Пэтси Тибо ставил его на все три позиции в аутфилде, вторую и третью базу. В трёх матчах Джордж даже сыграл питчером, пропустив семь очков в четырёх иннингах.
Перед началом сезона 1893 года менеджер команды «Нью-Йорк Джайентс» Джон Монтгомери Уорд выменял Дэвиса на ветерана Бака Юинга. В новой команде он занял место игрока третьей базы. Его переход совпал с изменением правил игры: было увеличено расстояние между питчерской горкой и домом. Новшество оказалось на руку Джорджу, который закончил сезон с показателем отбивания 35,5 %, 119 RBI и рекордными для себя 27 триплами. Также он установил рекорд лиги, проведя серию из 33 матчей подряд с хитами. 
В 1895 году новым владельцем «Джайентс» стал бизнесмен Эндрю Фридман. Уорд покинул клуб, занявшись карьерой юриста. Освободившееся место главного тренера было доверено Дэвису, ставшему самым молодым на тот момент менеджером в истории бейсбола. Под началом Джорджа команда играла неудачно, одержав шестнадцать побед при семнадцати поражениях. Следующий тренер, Билл Джойс, перевёл его на позицию шортстопа, где он стал лидером инфилда «Джайентс». В сезоне 1897 года Дэвис установил личные рекорды по числу RBI (135) и украденных баз (65), став при этом лучшим в лиге по количеству выведенных в аут игроков соперника и розыгрышах дабл-плей. Следующие два года его карьеры были омрачены несколькими травмами.
Перед стартом чемпионата 1900 года в команде снова сменился тренер. Возглавивший «Джайентс» Бак Юинг назначил Дэвиса капитаном, но вскоре коллектив раскололся на две группы: ветеранов и тех, кто пришёл вместе с тренером. К середине сезона команда выиграла только треть своих матчей, а после выездной серии игр Юинг обвинил Джорджа в симуляции травмы и сговоре с целью организации его отставки. Скандал завершился увольнением Юинга, а Дэвис был назначен играющим тренером. При нём команда играла лучше, но с последнего места в таблице уйти так и не смогла. Столь же разочаровывающим был и результат чемпионата 1901 года, в котором «Джайентс» выиграли 52 матча, а проиграли 85. После этого Дэвис покинул клуб и подписал контракт с «Чикаго Уайт Сокс» из Американской лиги.
Сезон 1902 года Джордж завершил с показателем отбивания 29,9 %. После его завершения новый главный тренер Джайентс Джон Макгро попытался переманить его обратно. Это нарушило условия соглашения между Национальной и Американской лигами и привело к скандалу. Владелец «Уайт Сокс» Чарльз Комиски подал в суд. Вердикт был вынесен в его пользу. В результате судебных тяжб, Дэвис в 1903 году принял участие всего в четырёх матчах в составе «Джайентс». Сезон 1904 года он отыграл в «Чикаго», войдя в число лучших по действиям в защите игроков Американской лиги.
К середине 1900-х годов «Уайт Сокс» стали одними из лидеров Американской лиги. В сезоне 1906 года команда вышла в Мировую серию. В том составе «Чикаго» Дэвис был одним из лучших бьющих с показателем эффективности 27,7 %. Из-за болезни он пропустил первые три матча финала, а в четвёртом не реализовал ни одного выхода на биту из трёх. Компенсировать это ему удалось в двух заключительных играх: три дабла, сингл и шесть RBI. Чемпионский сезон стал для Джорджа последним, который он провёл на высоком уровне. Возраст и травмы привели к постепенному снижению результативности, и в 1909 году он принял участие всего в 28 матчах. После завершения сезона «Уайт Сокс» выполнили его просьбу об отчислении.
В 1911 году он снова попробовал свои силы в качестве главного тренера, возглавив команду Западной лиги из Де-Мойна. Чемпионат она закончила на последнем месте с 49 победами и 113 поражениями. После этого Дэвис два года проработал управляющим боулинг-клубом на Манхэттене. С 1913 по 1918 год он тренировал бейсбольную команду Амхерстского колледжа, работал скаутом «Нью-Йорк Янкис» и «Сент-Луис Браунс». Позднее Джордж занимался продажей автомобилей. 
В 1934 году Дэвид был помещён в психиатрическую больницу c прогрессивным параличом. Болезнь и стала причиной его смерти 17 октября 1940 года. Он был похоронен в безымянной могиле на кладбище Фернвуд в пригороде Филадельфии. В 1998 году решением комитета ветеранов Джордж Дэвис был введён в Национальный зал славы бейсбола.